# Епархия Икот-Экпене
Епархия Икот-Экпене (лат. Dioecesis Ikotekpenensis) — епархия Римско-Католической церкви c центром в городе Икот-Экпене, Нигерия. Епархия Икот-Экпене входит в митрополию Калабара. Кафедральным собором епархии Икот-Экпене является церковь святой Анны.

## История
1 марта 1963 года Римский папа Иоанн XXIII издал буллу Catholicae res, которой учредил епархию Икот-Экпене, выделив её из епархии Калабара.

## Ординарии епархии
- кардинал Доминик Игнатий Экандем (1963 — 1989);
- епископ Camillus Archibong Etokudoh (1989 — 2009);
- епископ Camillus Raymond Umoh (2010 — по настоящее время).

## Источник
- Annuario Pontificio, Libreria Editrice Vaticana, Città del Vaticano, 2003, ISBN 88-209-7422-3
- Булла Catholicae res, AAS 56 (1964), стр. 249  (лат.)